# Richard H. Truly

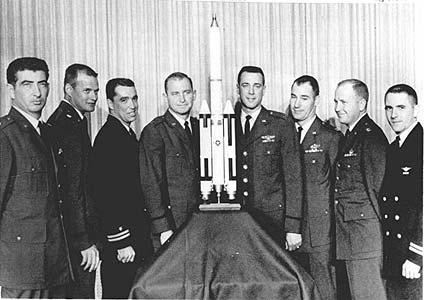
Les sept astronautes sélectionnés pour le programme de station spatiale militaire MOL. Richard Truly est le dernier à droite.

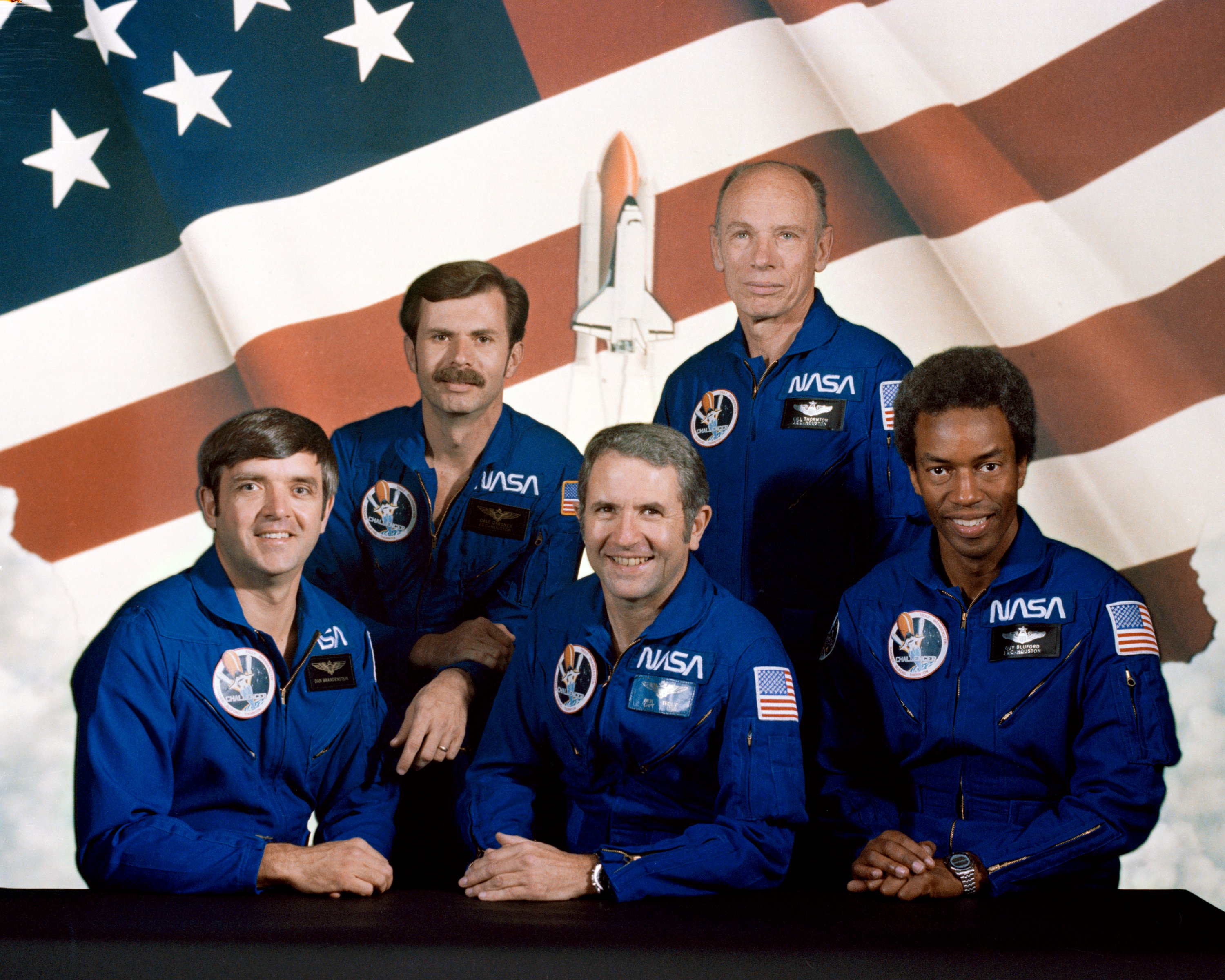
L'équipage de la mission STS-8. Richard Truly, qui en est le commandant, est devant au centre.

Richard Harrison Truly est un astronaute américain né le 12 novembre 1937 à Fayette (Mississipi) et mort le 27 février 2024. Après un début de carrière en tant que pilote d'avion de chasse embarqué sur porte-avions, il est recruté en 1965 par l'Armée de l'Air pour faire partie des astronautes de la station spatiale militaire américaine MOL. À la suite de l'annulation de ce projet, il intègre en 1967 le corps des astronautes de l'agence spatiale américaine, la NASA. Après avoir occupé différentes fonctions au sol dans le cadre du programme Skylab et de la mission Apollo-Soyouz, il participe à la mise au point de la navette spatiale américaine. Il effectue deux missions spatiales : en 1981 il est copilote de la deuxième mission de qualification de la navette spatiale (STS-2) et en 1983 il est commandant de la mission STS-8.
À la suite de la destruction en vol de la navette spatiale Challenger Truly est nommé en 1986 administrateur associé de la NASA responsable des missions spatiales avec équipage. Dans ce poste il a la charge du retour en vol de la navette spatiale. En 1989 il devient le 8e administrateur de la NASA. Il occupe ce poste durant trois ans jusqu'en mai 1992. Il quitte alors la NASA et occupe successivement des postes de responsabilité dans plusieurs organismes de recherche : le Georgia Tech Research Institute (1992-1997), le National Renewable Energy Laboratory et le MRIGlobal de 1997 à 2005.

## Pilote de chasse embarquée
Richard Harrison "Dick" Truly nait le 12 novembre 1937 à Fayette dans l'État du Mississipi. En tant qu'officier de réserve de la Marine de guerre américaine il suit une formation d'ingénierie aéronautique au Georgia Institute of Technology. Il décroche sa licence en 1959 puis suit une formation de pilote d'avion de chasse embarqué sur porte-avions. Au cours de sa carrière militaire il effectue plus de 300 appontages sur l'avion de chasse F-8 Crusader dans l'escadron VF-33 embarqué sur les porte-avions USS Intrepid et USS Enterprise. Il occupe également le poste d'instructeur à la base aérienne Edwards. A l'issue de sa carrière dans l'armée puis à la NASA, Truly aura cumulé 7500 heures de vol à son actif sur avions à réaction militaire et civil,.

## Astronaute
Richard Truly est recruté en 1965 par l'Armée de l'Air pour faire partie des astronautes de la station spatiale militaire américaine MOL. Ce projet est annulé et tous les astronautes qui avaient été sélectionnés dans ce cadre sont intégrés en 1967 au corps des astronautes de l'agence spatiale américaine, la NASA formant le 7eme groupe de la NASA (1967) (dernière sélection effectuée dans le cadre du programme Apollo). Après avoir occupé différentes fonctions au sol dans le cadre du programme de la station spatiale Skylab et de la mission russo-américaine Apollo-Soyouz, il participe à la mise au point de la navette spatiale américaine en effectuant trois vols d'essais atmosphériques à bord de la navette spatiale Enterprise avec Joseph H. Engle dont l'objectif est de valider la procédure d'atterrissage. Il effectue par la suite deux missions spatiales. Il effectue son premier vol spatial à l'age de 44 ans en tant que pilote de la deuxième mission de qualification (STS-2) de la navette spatiale américaine. L'équipage qui comprend également le commandant Richard Engle décolle à bord de la navette Columbiale 12 novembre 1981 pour un vol d'une durée prévue de cinq jours. Au cours de la mission, les deux hommes testent pour la première fois le bras télécommandé Canadarm. À la suite d'une défaillance d'une défaillance d'une pile à combustible, la mission doit être interrompue au bout de d'un peu plus de deux jours. Pour son deuxième vol (mission STS-8) Truly occupe le poste de commandant : la navette Challenger décolle le 30 août 1983 avec à son bord un équipage de cinq hommes. Au cours de cette mission, un satellite de télécommunications indien est sorti de la soute cargo et placé en orbite. À la suite de cette mission Truly met fin à a sa carrière d'astronaute après avoir séjourné au total 8 jours 7 heures et 21 minutes dans l'espace. Il donne sa démission et devient le premier commandant du Naval Space Command, une nouvelle entité de la Marine de guerre américaine chargée de mettre à disposition des navires des informations établies à partir des données collectées par les satellites de reconnaissance et de télécommunications.

## Responsable de la NASA
Richard Truly reprend du service à la NASA à la suite de la destruction de la navette spatiale Challenger. Il est nommé en 1986 administrateur associé de la NASA en charge des vols avec équipage et est chargé dans ce poste de superviser les travaux qui permettront le retour en vol de la navette spatiale américaine trois ans après la catastrophe. En 1989 il devient le 8e administrateur de la NASA. Dans ce poste il s'occupe plus particulièrement du prolongement du programme de la navette spatiale américaine et du développement de la Station spatiale internationale qui rencontre de fortes oppositions politiques. Ces projets couteux et controversés sont peut-être à l'origine de la décision du vice-président Dan Quayle de l'évincer de ce poste en mai 1992 soit trois ans après sa nomination.

## Fin de carrière
À la suite de son éviction du poste d'administrateur Richard Truly quitte la NASA et occupe successivement plusieurs postes de responsabilité dans des organismes de recherche. De 1992 à 1997 il est vice-président puis directeur du Georgia Tech Research Institute, un centre de recherche faisant partie du Georgia Institute of Technology où il a fait ses études. Entre 1997 et 2005 il occupe les postes de directeur du National Renewable Energy Laboratory et de directeur executif de MRIGlobal. Il décède le 27 février 2024 à l'âge de 86 ans.

## Galerie de photos

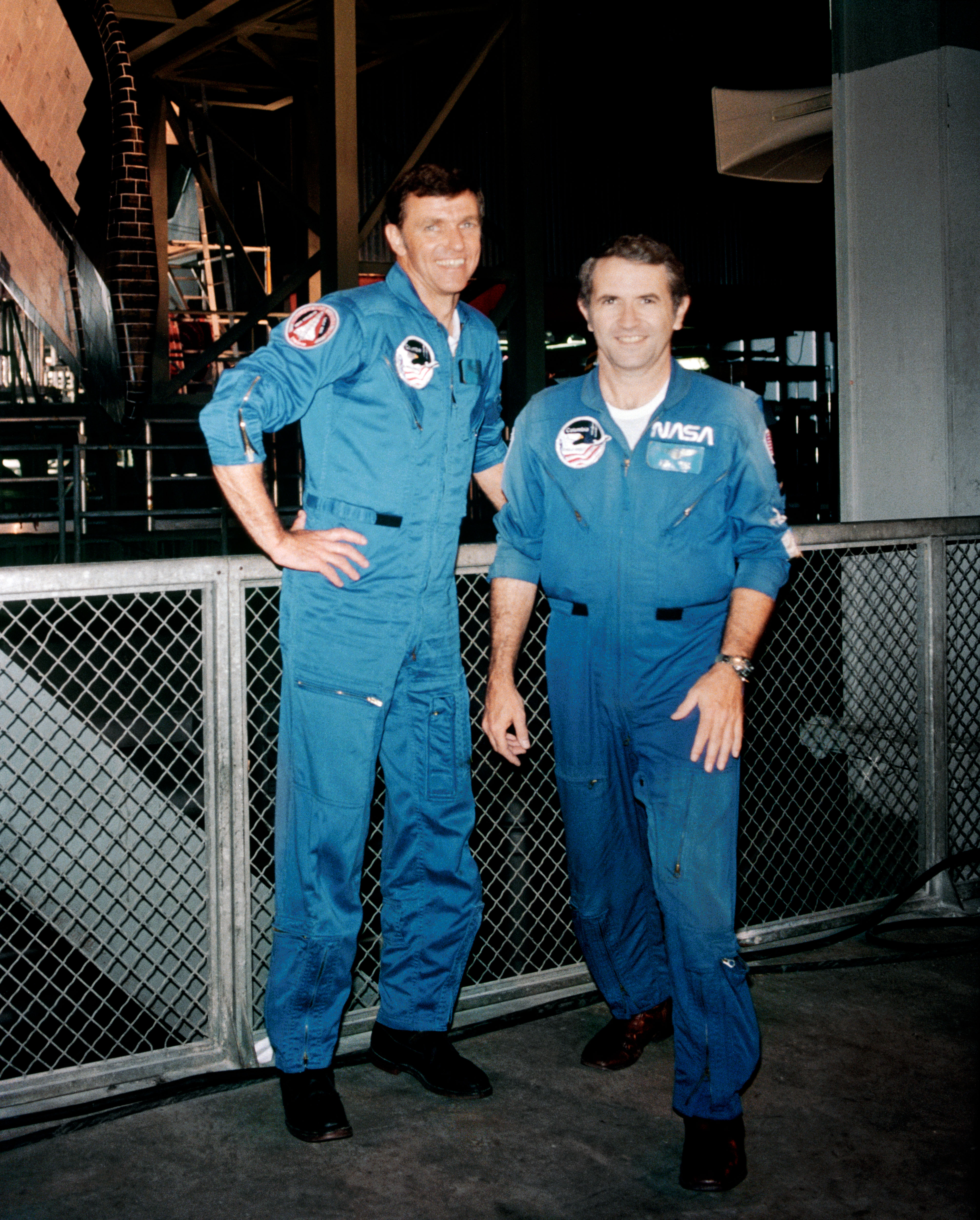
L'équipage de ma mission STS-2 Truly et Joe Engle photographié un mois avant le vol.
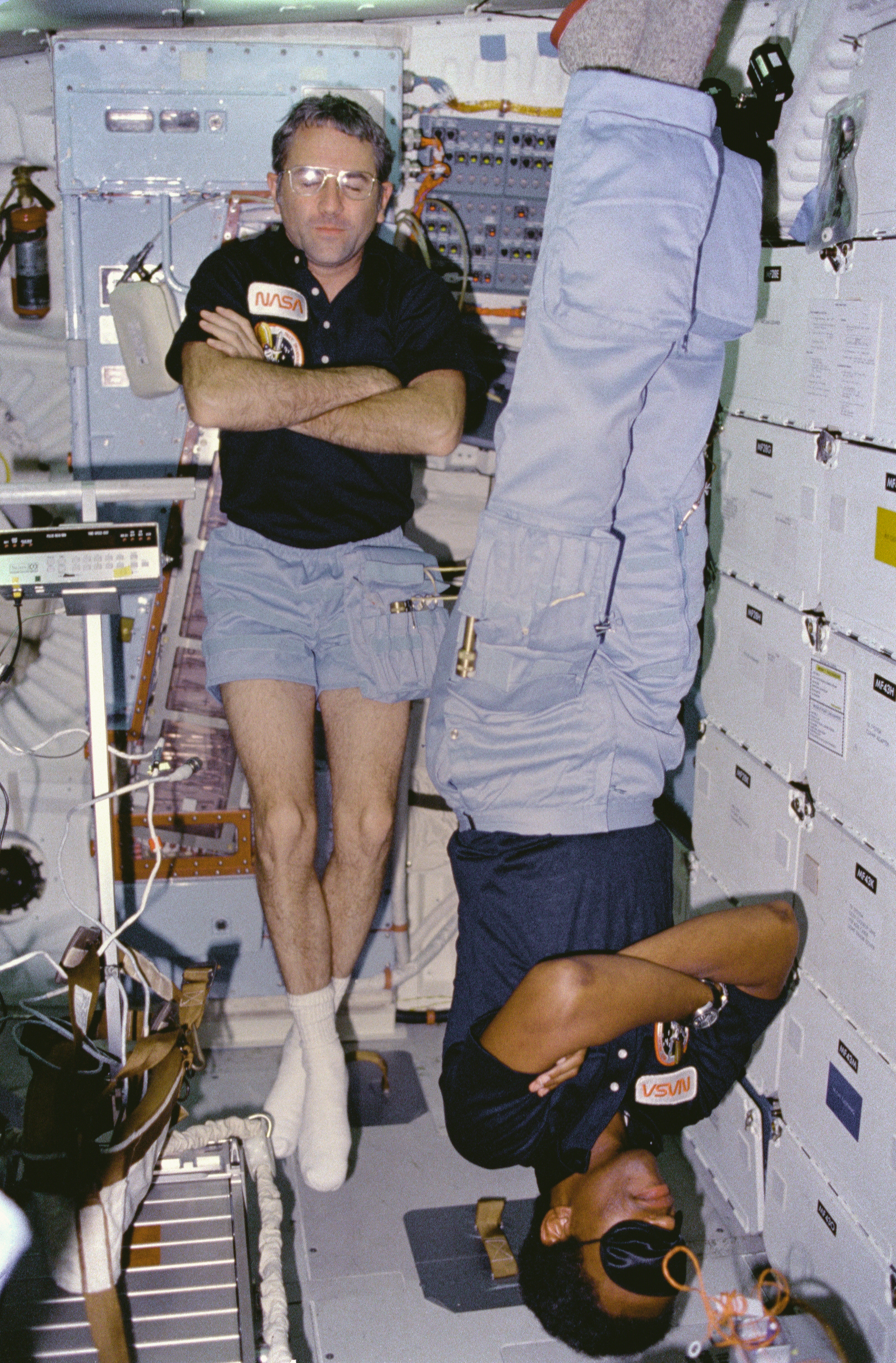
Truly prenant du repos durant la mission STS-8.
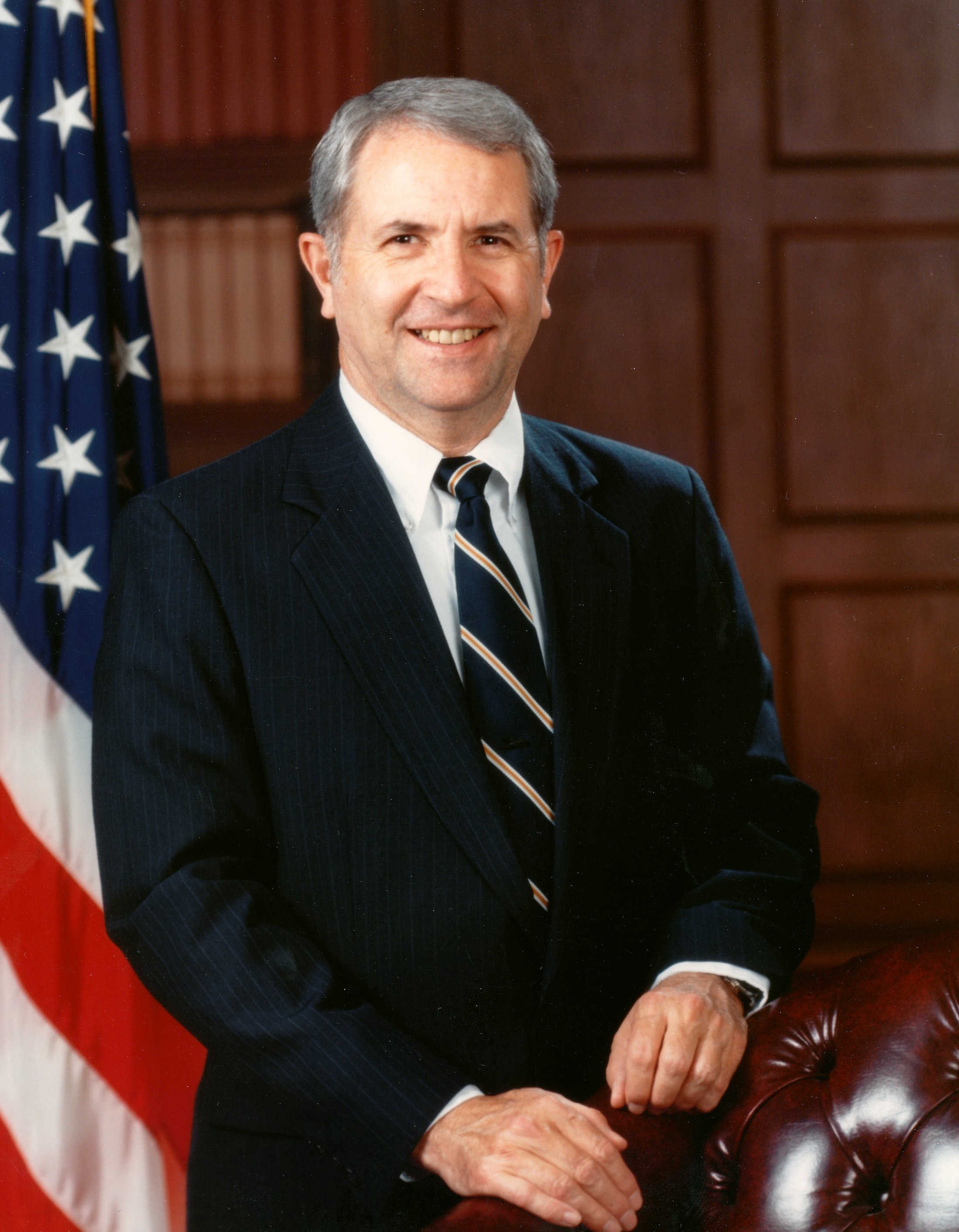
Photo officielle de l'administrateur de la NASA Truly.